# 尚德拉 (米羅諾夫卡區)
49°47′11″N 31°9′7″E / 49.78639°N 31.15194°E
尚德拉（烏克蘭語：Шандра）是位於烏克蘭北部的村莊，由基辅州奧布希夫區的米羅尼夫卡市鎮負責管轄。該村始建於1500年，面積47平方公里，海拔高度138米，2001年人口1,023，人口密度每平方公里21.8人。